# Gasteria nitida var. nitida
Gasteria nitida var. nitida, una variedad de Gasteria nitida, es una  planta suculenta perteneciente a la familia Xanthorrhoeaceae. Es originaria de Sudáfrica.

## Descripción
Es una planta herbácea perennifolia, suculenta que alcanza un tamaño de 6 a 20 cm de altura, y se encuentra a una altitud de 1000 metros en Sudáfrica.

## Taxonomía
Gasteria nitida var. nitida publicación desconocida.
Sinonimia
- Aloe acinacifolia var. angustifolia Salm-Dyck
- Aloe acinacifolia var. laetevirens Salm-Dyck
- Aloe decipiens (Haw.) Schult. & Schult.f.
- Aloe elongata Salm-Dyck
- Aloe nitida var. grandipunctata Salm-Dyck
- Aloe nitida var. major Salm-Dyck
- Aloe nitida var. minor Salm-Dyck
- Aloe nitida var. obtusa Salm-Dyck
- Aloe nitida var. parvipunctata Salm-Dyck
- Aloe obtusa (Salm-Dyck) Schult. & Schult.f.
- Aloe trigona Salm-Dyck
- Gasteria beckeri Schönland
- Gasteria decipiens Haw.
- Gasteria nitida var. grandipunctata (Salm-Dyck) A.Berger
- Gasteria nitida var. parvipunctata (Salm-Dyck) A.Berger
- Gasteria obtusa (Salm-Dyck) Haw.
- Gasteria stayneri Poelln.
- Gasteria trigona (Salm-Dyck) Haw.
- Haworthia nigricans Haw.[4]